# Světový pohár v orientačním běhu 2007
Světový pohár v orientačním běhu 2007 (Orienteering World Cup 2007) byl 13. ročníkem této soutěže. Skládal se z 10 závodů, které se konaly v Finsku, Norsku, Švédsku, Ukrajině a Švýcarsku. Součástí Světového poháru bylo i Mistrovství světa v orientačním běhu 2007 v Kyjevě, jehož výsledky byly zahrnuty do celkového hodnocení.
V mužské kategorii zvítězil Thierry Gueorgiou z Francie, který dominoval sezóně s 7 vítězstvími.  
V ženské kategorii triumfovala Simone Niggli-Luder ze Švýcarska, která si připsala 8 vítězství a vyhrála Světový pohár již pošesté.
---

## Program světového poháru 2007
| č. | Datum             | Trať         | Místo                     | Vítěz muži        | Vítěz ženy          |
| -- | ----------------- | ------------ | ------------------------- | ----------------- | ------------------- |
| 1  | 14. červen 2007   | Sprint       | Lappo, Finsko             | Thierry Gueorgiou | Simone Niggli-Luder |
| 2  | 22. červen 2007   | Middle       | Hovden, Norsko            | Thierry Gueorgiou | Simone Niggli-Luder |
| 3  | 23. červenec 2007 | Long         | Mjölby, Švédsko           | Audun Weltzien    | Simone Niggli-Luder |
| 4  | 24. červenec 2007 | Middle       | Mjölby, Švédsko           | Thierry Gueorgiou | Tatiana Riabkina    |
| 5  | 25. červenec 2007 | Sprint       | Mjölby, Švédsko           | Thierry Gueorgiou | Simone Niggli-Luder |
| 6  | 22. srpen 2007    | Middle (WOC) | Kyjev, Ukrajina           | Thierry Gueorgiou | Simone Niggli-Luder |
| 7  | 23. srpen 2007    | Long (WOC)   | Kyjev, Ukrajina           | Matthias Merz     | Minna Kauppi        |
| 8  | 26. srpen 2007    | Sprint (WOC) | Kyjev, Ukrajina           | Thierry Gueorgiou | Simone Niggli-Luder |
| 9  | 6. říjen 2007     | Middle       | Stein am Rhein, Švýcarsko | Thierry Gueorgiou | Simone Niggli-Luder |
| 10 | 7. říjen 2007     | Sprint       | Stein am Rhein, Švýcarsko | Thierry Gueorgiou | Simone Niggli-Luder |

---

## Celkové pořadí

### Muži
| Pořadí | Závodník          | Země      | Body |
| ------ | ----------------- | --------- | ---- |
| 1.     | Thierry Gueorgiou | Francie   | 700  |
| 2.     | Anders Nordberg   | Norsko    | 381  |
| 3.     | Daniel Hubmann    | Švýcarsko | 347  |
| 4.     | Mats Haldin       | Finsko    | 344  |
| 5.     | Tero Föhr         | Finsko    | 342  |

### Ženy
| Pořadí | Závodnice              | Země      | Body |
| ------ | ---------------------- | --------- | ---- |
| 1.     | Simone Niggli-Luder    | Švýcarsko | 745  |
| 2.     | Heli Jukkola           | Finsko    | 510  |
| 3.     | Minna Kauppi           | Finsko    | 427  |
| 4.     | Anne Margrethe Hausken | Norsko    | 340  |
| 5.     | Helena Jansson         | Švédsko   | 322  |

---